# 性的指向
性的指向（せいてきしこう、英: sexual orientation）は、同じまたは異なる性別・ジェンダー間において恋愛や性愛、または性的魅力を感じるパターンであり、異性愛（ヘテロセクシュアリティ）、同性愛（ホモセクシュアリティ）、男性愛（アンドロフィリア）、女性愛（ガイネフィリア）、両性愛（バイセクシュアリティ）、全性愛（パンセクシュアリティ）、多性愛（ポリセクシュアリティ）、無性愛（アセクシュアリティ）などがある。 

## 定義
アメリカ心理学会によれば、性的指向とは「ある人が他の人に対して抱く性的魅力や感情的な魅力、およびこの魅力から生じる行動や社会的所属」であり、個人のアイデンティティのひとつである。性的指向は方向性を持ち、男性、女性、両方、どちらでもない、男らしさ、女らしさ、さらには他のジェンダー・アイデンティティなどを対象とする。
日本の法務省は性的指向を「人の恋愛・性愛がどういう対象に向かうのかを示す概念」と説明している。日本経済団体連合会は「いずれの性別を恋愛等の対象とするかを示すもの」と定義している。日本労働組合総連合会は性的指向を「好きになる性」「人の恋愛感情や性的な関心がいずれかの性に向かう指向」と定義している。
日本において「sexual orientation」を「性的指向」と最初に訳したのは、東京都青年の家事件の原告である。市民団体「動くゲイとレズビアンの会」（現・アカー）のメンバーである風間孝らは1991年2月に東京都への損害賠償を求める訴訟を提起する際、「性的指向」という言葉を訴状に書き込んだ。1994年3月30日に東京地方裁判所が下した原告勝訴判決において「同性愛は、人間が有する性的指向（sexual orientation）の一つであって、性的意識が同性に向かうものであり、異性愛とは、性的意識が異性に向かうものである」と明記された。
性的指向の定義については一定していない部分もある。LGBT法連合会は「恋愛感情や性的な関心がどの性別に向いているか、向いていないか」と説明している。また、一般社団法人LGBT理解増進会も性的指向を「恋愛の対象」「好きになる性別」と定義しており、具体例として「同性愛」「両性愛」「全性愛」「無性愛」「非性愛」を挙げている。一方、当事者活動家などからなるヨーロッパ最大級のLGBT権利団体のひとつであるストーンウォールでは、「sexual orientation（性的指向）」を「romantic orientation（恋愛的指向）」と分けて扱っており、「orientation」という単語を性的指向と恋愛的指向を包括的にカバーする用語として用いている。性的指向に恋愛的な感情を含めずに恋愛的指向として分ける考え方は主にアセクシュアルやアロマンティックのコミュニティで広く受け入れられており、スプリット・アトラクション・モデルと呼ばれている。調査によれば、89％は性的指向と恋愛的指向が一致すると答えたが、対照的に、アセクシュアルの成人のうち性的指向と恋愛指向が一致しているのはわずか37%であった。
性的指向は性同一性（性自認）とは異なる概念である。性同一性がなんであれ、どんな性別の人に惹かれるかは個人で違ってくる。
以前は「性的嗜好（sexual preference）」という用語も使われたが、この用語はレズビアン、ゲイ、バイセクシュアルの人々に自発的選択の帰結であるという印象を与えるため、1991年にアメリカ心理学会が「sexual orientation」の用語を使用することを推奨するという指針を表明したことにより、性的指向という用語が成立したという経緯がある。よってそれ以降、心理学、精神医学などの学術的分野では「sexual orientation」の用語が用いられるようになった。アメリカ心理学会のスタイルガイドは、「sexual preference（性的嗜好）」や「sexual identity（セクシュアル・アイデンティティ）」ではなく、「sexual orientation（性的指向）」が適切であると説明されている。また、「sexuality（セクシュアリティ）」よりも性的指向という言葉で表現するほうが一般的に好まれる。
性的指向は、それ自体を自分の意思で選択することはできず、途中で変えることを選ぶこともできない。

## 種類
主な性的指向の種類を挙げる。
- 異性愛（いせいあい）とは、自身の性別とは異なる性別の者へ恋愛感情や性的願望を抱くこと。ヘテロセクシュアル。
- 同性愛（どうせいあい）とは、自身の性別と同じ性別の者へ恋愛感情や性的願望を抱くこと。ホモセクシュアル、レズビアン、ゲイ。
- 男性愛（だんせいあい）とは、男性へ恋愛感情や性的願望を抱くこと。アンドロフィリア。
- 女性愛（じょせいあい）とは、女性へ恋愛感情や性的願望を抱くこと。ガイネフィリア。
- 両性愛（りょうせいあい）とは、2つの性の両方へ恋愛感情や性的願望を抱くこと。バイセクシュアル。
- 多性愛（たせいあい）とは、3つ以上の性の者へ恋愛感情や性的願望を抱くこと。ポリセクシュアル。
- 全性愛（ぜんせいあい）とは、あらゆる人々に恋愛感情や性的願望を抱くこと。パンセクシュアル。
- 無性愛（むせいあい）とは、あらゆる人々に恋愛感情や性的願望を抱かないこと。アセクシュアル。

行動科学においては、男性や男らしさに対して性的魅力を感じる男性愛（アンドロフィリア）や、女性や女らしさに対して性的魅力を感じる女性愛（ガイネフィリア）なども性別二元制に替わる性的指向を指す表現として使用される。

## 歴史
ほとんどの歴史家は、世界のあらゆる文化において、同性愛や同性同士の性行為が大昔から存在していたと同意している。
人間の性行動を理解するための科学的な初期の取り組みは、カール・ウェストファール、リヒャルト・フォン・クラフト＝エビング、ハヴロック・エリスなどの研究者によって1800年代後半にもたらされた。1940年代のアルフレッド・キンゼイが発表したキンゼイ報告は性的指向をスペクトルで評価し、整理を試みるものとなった。
1973年、アメリカ精神医学会が診断マニュアルから同性愛を「病気」の分類から削除した。
1970年代からセクシュアル・マイノリティとされる性的指向を持つ当事者は平等を求めて組織化し、各地で権利運動を展開した。これは後に世界的なLGBTの権利運動として拡大した。現在、LGBTの権利は国際人権として位置づけられている。基本的人権の蹂躙などの問題は、国際人権法に基いて改善が目指されており、国際連合や国際機関の諸文書において議論されることが一般的となっている。アパルトヘイト廃止後の1996年に採択された南アフリカ共和国憲法は、その第2章第9項の法の下の平等に関して人種、性別、言語、文化、障害、年齢に加え、性的指向による差別禁止を明記した。2004年にEU首脳会議で採択された欧州憲法の「第二部連合基本権憲章,第三編平等　第II-81 (II-21)条 無差別」では、国民的少数者、障害、年齢と共に性的指向による差別の禁止が明記された。ただし、フランスとオランダは批准を拒否したため欧州憲法は未発効となり、2007年に大幅に修正された改革条約（リスボン条約）が署名された（発効は2009年）。

## メカニズム

### 自覚
子どもたちは思春期に入ると自分の性的指向を認識することが多い。ただし、自分の性的指向を認識し、それを受け入れるには、時間がかかることがある。マイノリティな性的指向を持つ場合、それをカミングアウトして明かすことは、多くの嫌がらせに直面するリスクがあるかもしれないため、自分の性的指向を秘密にしてしまうこともある。アメリカの調査では、ゲイおよびバイセクシュアルの大学生の48%は高校時代に自分のその性的指向を把握していたと答えている。一方で、中学生の時点で把握していたと答えたのは男性で20％、女性で6％、小学生の時点で把握していたと答えたのは男性で17％、女性で11％という結果になっている。
イプソスによる2021年の世界的な調査によれば、約80%が異性愛者、3%が同性愛者（ゲイやレズビアン）、4%がバイセクシュアル、1%がパンセクシュアルまたはオムニセクシュアル、1%がアセクシュアル、1% が「その他」であると認識し、11%は「知らない」もしくは「答えたくない」と回答した。

### 決定要因
性的指向の正確な原因はわかっておらず、遺伝子、ホルモン、環境要因などの複雑な相互作用によって引き起こされると考えられている。性的指向の原因に関する単一の理論はまだ広く支持されていないものの、科学者は生物学に基づいた理論を支持している。

## 差別
マイノリティである性的指向を持つ人々は世界中で差別や暴力を受けている。セクシュアル・マイノリティに対して抱く恐怖・憎悪・不快感・不信感を、同性愛の場合は「ホモフォビア」、バイセクシュアルの場合は「バイフォビア」と呼ぶ。アセクシュアルの場合は「エースフォビア（acephobia）」もしくは「aphobia」と呼ばれる。
国際オリンピック委員会（IOC）は2014年末、オリンピック憲章が掲げる「オリンピズムの根本原則」の第6項に「性的指向」による差別の禁止を加え、「このオリンピック憲章の定める権利および自由は人種、肌の色、性別、性的指向、言語、宗教、 政治的またはその他の意見、 国あるいは社会のルーツ、 財産、 出自やその他の身分など の理由による、 いかなる種類の差別も受けることなく、 確実に享受されなければならない。」と改訂した。
2020年10月現在、フランス、アメリカ合衆国、イギリス、ドイツ、イタリア、カナダの国々には同性結婚またはシビル・ユニオンが法制化されている。しかし、2008年12月の国連総会で「性的指向と性同一性に基づく差別の撤廃と人権保護の促進を求める」旨の声明が起こされ、一部の加盟国が支持を表明し、一部の加盟国（アメリカ合衆国、中国、韓国、ロシアを含む）は支持しなかった。